# زبدة مقلية

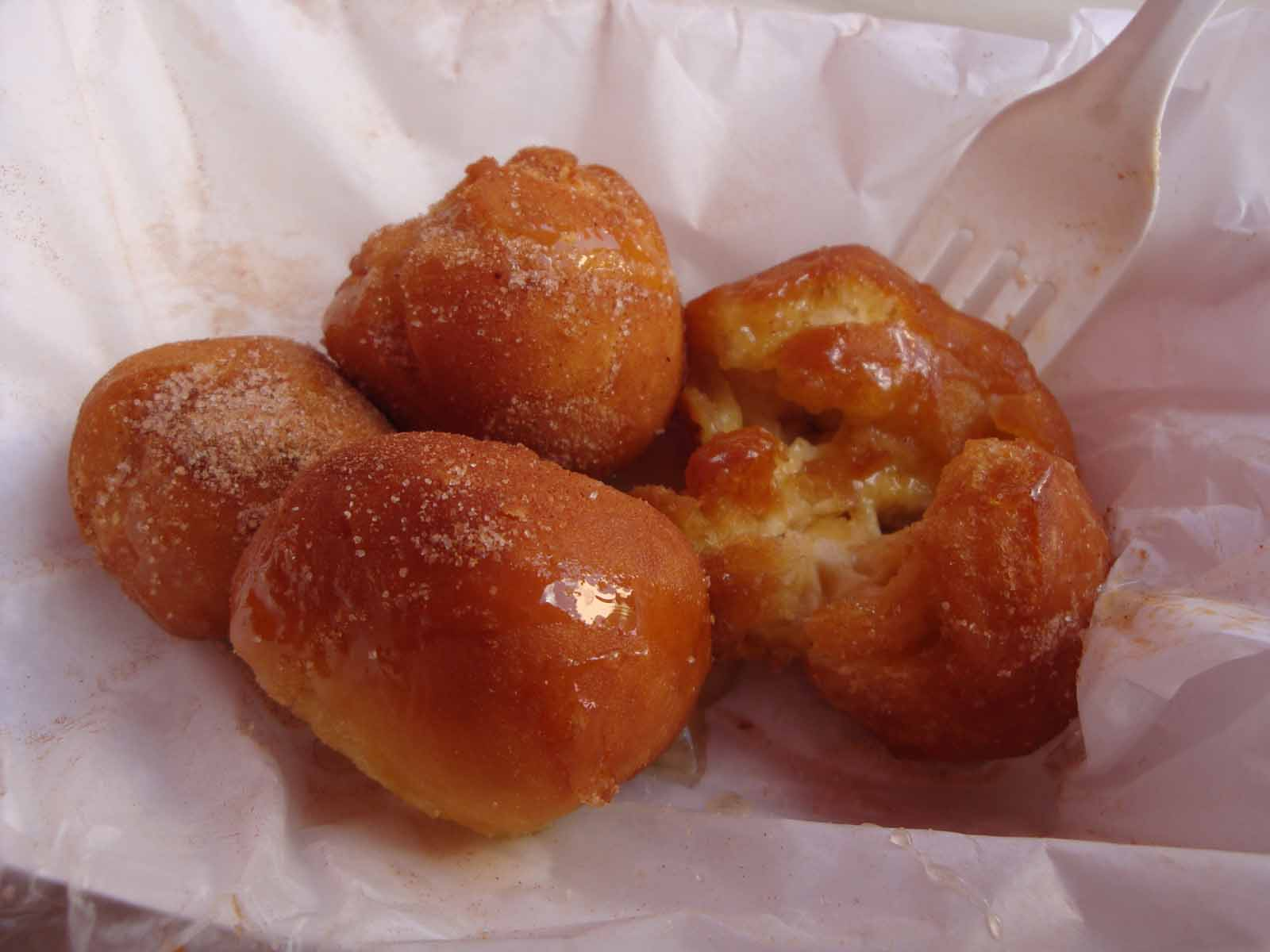
زبدة مقلية في معرض تكساس في الولايات المتحدة سنة 2009.

الزبدة المقلية (بالإنجليزية: Deep-fried butter )‏، هي وجبة خفيفة تصنع من الزبدة المغطاة بالعجين السائل أو عجين الخبز، ثم تقلى في الزيت الساخنة. وقد تم تقديمها في العديد من المعارض التجارية المقامة في الولايات المتحدة من بينها، معرض تكساس في دالاس ، وتكساس، ومعرض آيوا في ولاية دي موين.